# Стреличарски клуб особа са инвалидитетом „Око соколово”
Стреличарски клуб особа са инвалидитетом „Око соколово” основан је у Крагујевцу, 1. новембра 2012. године. Оснивачи и први чланови биле су особе са инвалидитетом и клуб је основан као клуб особа са инвалидитетом, једини те врсте у граду. Клуб окупља како особе са инвалидитетом, тако и рекреативце из опште популације и спортисте који на стреличарским турнирима у земљи и иностранству освајају медаље. Стреличарство је спорт који је прилагођен особама са инвалидитетом. Од 2014. године председник клуба је Дејан Миловић.

## О клубу
„Око соколово” је основано као клуб особа са инвалидитетом међутим, због интересовања свих грађана Крагујевца за овај спорт, од 2014. у клуб се могу учланити сви, односно и људи из такозване „опште популације”. Клуб броји око педесет чланова, од којих је четрдесетак такмичара. Иако стациониран у Крагујевцу, клуб је отворен и за чланове ван територије Шумадије. Чланови су људи разних узраста. Стреличарство у овом клубу могу да тренирају деца од седме године.
Због мешовитог чланства, клуб је члан два савеза, Парастреличарског савеза Србије и Стреличарског савеза Србије. Особе са инвалидитетом могу да се такмиче и у оба савеза и то им се званично бодује, док особе без инвалидитета могу званично да се такмиче само у Стреличарском савезу, док у Парастреличарском могу да се такмиче само као пријатељи турнира и то се не бодује. Клуб учествује на многим домаћим и међународним такмичењима, а такође је и домаћин неких.
Првих година нису имали свој терен за тренинг на отвореном, али су 2022 добили простор у оквиру Ботаничке баште Крагујевац. Клуб на овом простору одржава своје тренинге, а за узврат чланови доприносе одржавању баште. Чланови клуба у летњем периоду тренинге обављају на отвореном и тада имају могућност за нове чланове, али у зимском периоду тренинзи се одржавају најчешће у школским фискултурним салама, али је тада  број чланова који могу тренирати ограничен.